# Ислам в Тунисе

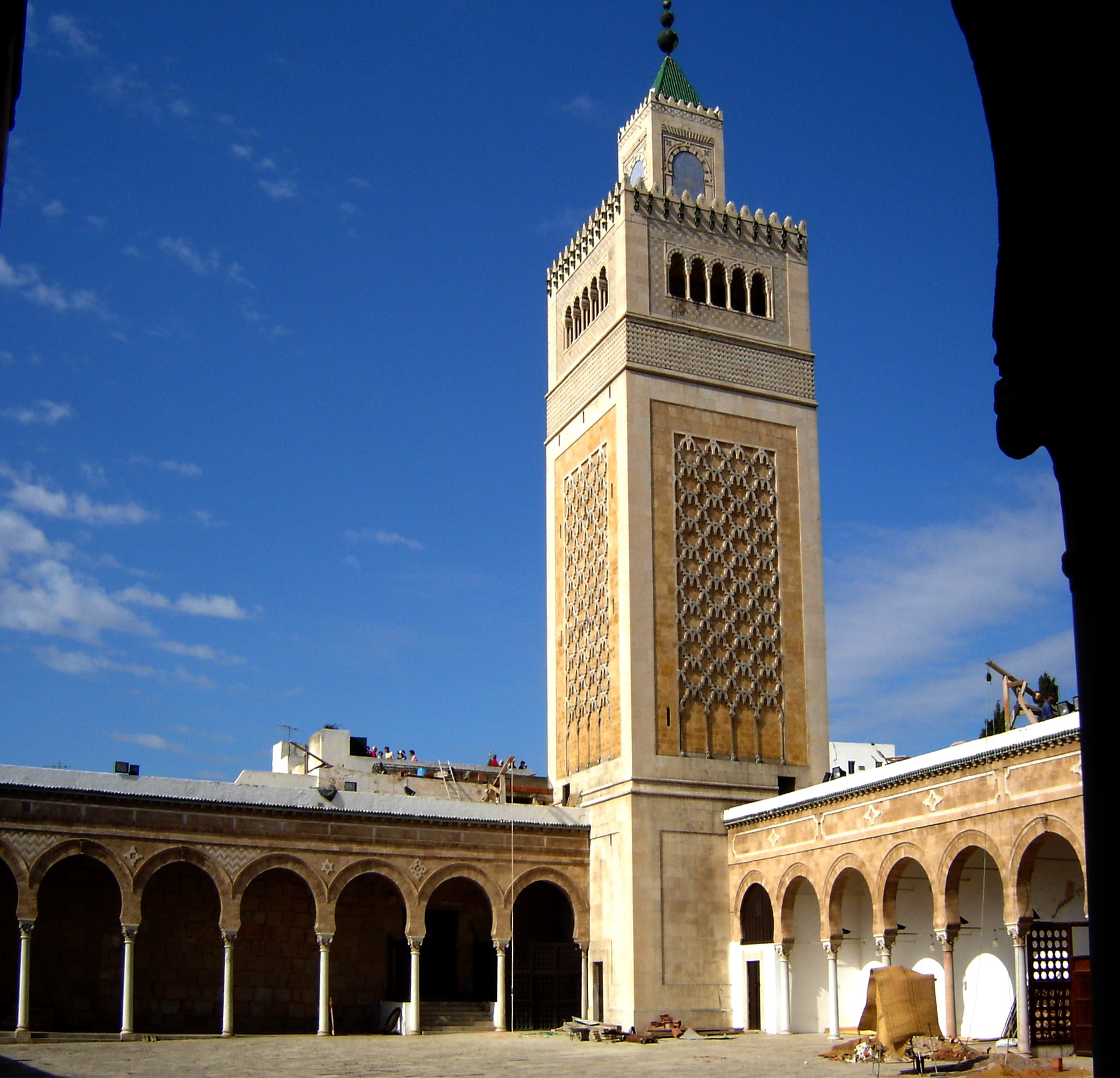
Мечеть аз-Зайтуна

Ислам в Тунисе исповедует около 99 % населения страны. В стране преобладает ислам суннитского толка.

## Положение ислама в стране
Около 99 % населения исповедуют ислам. Однако, на протяжении многих десятилетий здесь не без успеха культивировали «умеренный» ислам с современным лицом. Тунисцы не носят арабских национальных одежд и бород, большинство из них охотно употребляет алкоголь и многие едят свинину, по закону им разрешено иметь только одну жену, большая часть молодёжи не соблюдает Рамадан и редко бывает в мечети, женщинам законодательство запрещает носить паранджу и хиджаб, в 1973 году разрешены аборты.

## Положение женщин
Тунис — одна из немногих арабских стран, где женщины обладают равноправием с мужчинами. Многие мусульманские традиции в семейном праве в отношении женщин отменены и даже законодательно запрещены государством: мужчина не имеет права иметь более одной жены.

## Алкоголь
Несмотря на то, что подавляющее большинство тунисцев — мусульмане, здесь весьма либерально относятся к употреблению алкоголя. Тунисец, выпивающий за обедом бутылку вина или рюмку-другую финиковой водки — это вполне обычное явление. Причем, употребляя алкогольные напитки, тунисцы отнюдь не считают себя «плохими» мусульманами